# Anna Maria Snoek

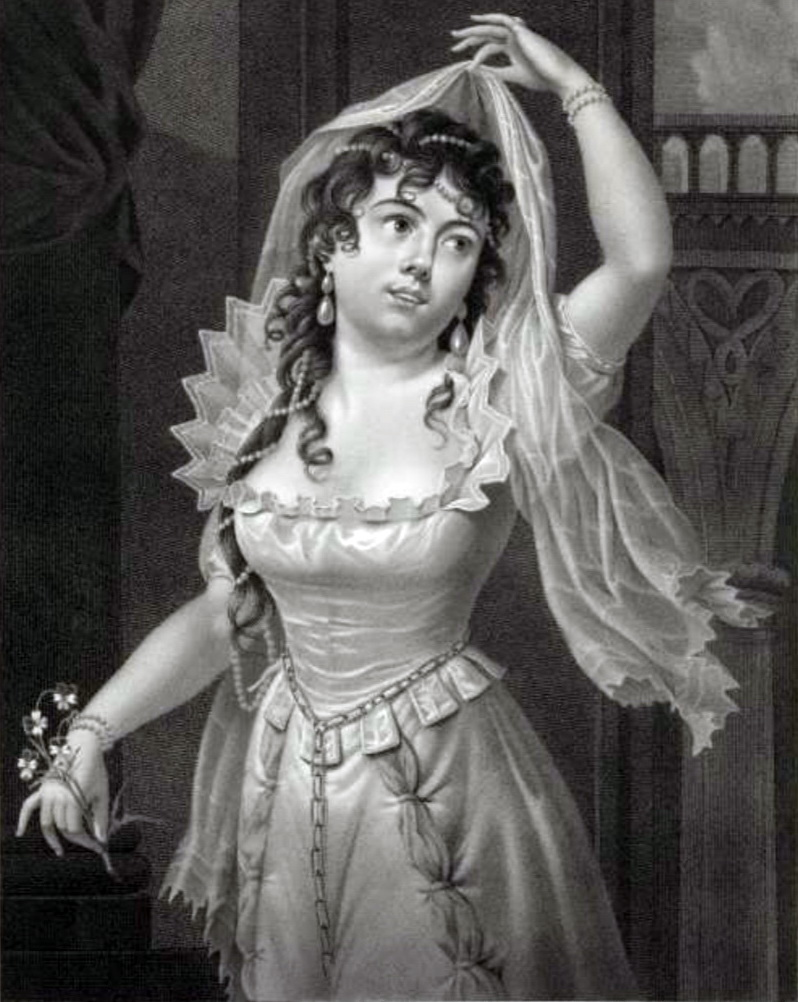
Anna Maria Snoek

Anna Maria Snoek (getauft 2. Juni 1779 in Rotterdam; gestorben 24. Juni 1849 in Amsterdam) war eine niederländische Schauspielerin, Tänzerin und Sängerin.

## Leben
Anna Maria Snoek wurde am 2. Juni 1779 in Rotterdam getauft. Sie war die Tochter des aus Emden stammenden Kapitäns Joannes Snoek (gest. 1780) und der Ladenbesitzerin Helena de Ruijter (gest. 1808). Sie war das jüngste von fünf Kindern und stammte aus einer katholischen Familie. Ihren Vater lernte sie nicht kennen, er starb 1780, ein Jahr nach ihrer Geburt. Ihre Mutter sorgte als Ladenbesitzerin, vermutlich mit einem Spirituosenladen für den Unterhalt der Familie, bis sie 1789 für bankrott erklärt wurde. Bereits ihre 15 Jahre ältere Schwester Helena und ihr 13 Jahre älterer Bruder Andries waren Schauspieler, sie nahmen sie früh in die Theaterwelt mit. Es ist wahrscheinlich, dass Anna Maria Snoek bereits mit zwölf Jahren in der Rotterdamer Truppe ihres älteren Bruders und ihrer älteren Schwester spielte. Am 12. Oktober 1792 gab es eine Benefizvorstellung für sie. Es ist nicht bekannt, ob sie die Truppe begleitete, als diese 1793 in die südlichen Niederlande auswanderte. Spätestens im Sommer 1795 muss die Familie Snoek nach Amsterdam gezogen sein, allerdings ohne die zwei Jahre zuvor verstorbene Schwester Gesina (1773–1793) und vielleicht auch ohne Schwester Alida (1771–1812). Ab der Spielzeit 1795/96 wurden Helena und Andries und ihre Truppe, darunter auch Anna Maria, von der Stadsschouwburg Amsterdam engagiert.
Mit 16 Jahren heiratete sie am 20. November 1795 den acht Jahre älteren reformierten Schauspieler Dirk Kamphuijzen (1771–1829). Anna Maria debütierte rund um ihre Hochzeit am Amsterdamer Theater, wahrscheinlich in der Rolle der Amalia in  De onechte zoon, einem Stück von Kotzebue. Am 4. April 1797 wurde ihr erstes und einziges Kind, Dirk Jan (gestorben nach 1844), reformiert getauft.
Das Ehepaar Kamphuijzen-Snoek nahm in den Jahren 1820 bis 1825 Johanna Cornelia Wattier, einst der Star des Theaters nach dem Tod ihres Mannes bei sich auf.  Am 11. Januar 1821 feierte das Theater den 25. Geburtstag von Anna Maria Snoek. Bei dieser Gelegenheit spielte sie die Titelrolle in Maria Stuart, Königin von Schottland, einer Tragödie von Pigault-Lebrun. Der Theaterdichter und Kritiker Abraham Louis Barbaz schrieb in ihrem Namen einen Dankesvers an das Publikum, den sie am Abend vortrug. 1829 starben ihr Mann und ihr Bruder Andries. Anna Maria Snoek blieb dem Theater treu. Sie rezitierte im Januar 1831 ein Gedicht von Jacob van Lennep über die belgische Revolution gegen die Niederlande, in dem ein „aufgeklärter“, geordneter und gewissenhafter Niederlande mit „aufrührerischen Belgiern“ und einer „aufrührerischen Meuterbrut“ konfrontiert wird. Auch wenn die Theaterleitung vermutlich ihren Vertrag 1841 nicht verlängern wollte, feierte sie am 11. Dezember 1845 ihr fünfzigjähriges Jubiläum und spielte erneut Maria Stuart. Es gab eine festliche Ouvertüre und einen festlichen Vers.

### Schauspielkunst
Anna Maria Snoek war eine liebenswürdige Frau und immer bereit, die Rollen kranker Kollegen zu übernehmen, „sogar die der ersten Sängerin, die ihrem Repertoire völlig fremd war“. Allerdings konnte ihre Singstimme, obwohl sie „sehr nützlich“ war, nicht mit der der echten Sänger der Theatergruppe mithalten. Sie spielte gerne die sanften und einfühlsamen Rollen, mit denen sie beim Publikum gut ankam. Zeitgenössische Quellen belegen, dass sie der Publikumsliebling war. Sie muss auch junge Schauspielerinnen am Theater unterrichtet haben.
Anna Maria Snoek stand fast ihr ganzes Leben lang auf der Bühne. Ihr letzter Auftritt fand am 15. März 1849 statt, als sie, fast siebzig Jahre alt, die Titelrolle in Maria van Lalain, einer Tragödie von Johannes Nomsz, spielte. Sie starb einige Monate später, am 24. Juni 1849.